# Habenaria praecox
Habenaria praecox là một loài thực vật có hoa trong họ Lan. Loài này được Lavarack & A.W.Dockrill mô tả khoa học đầu tiên năm 1999.